# Gètuls

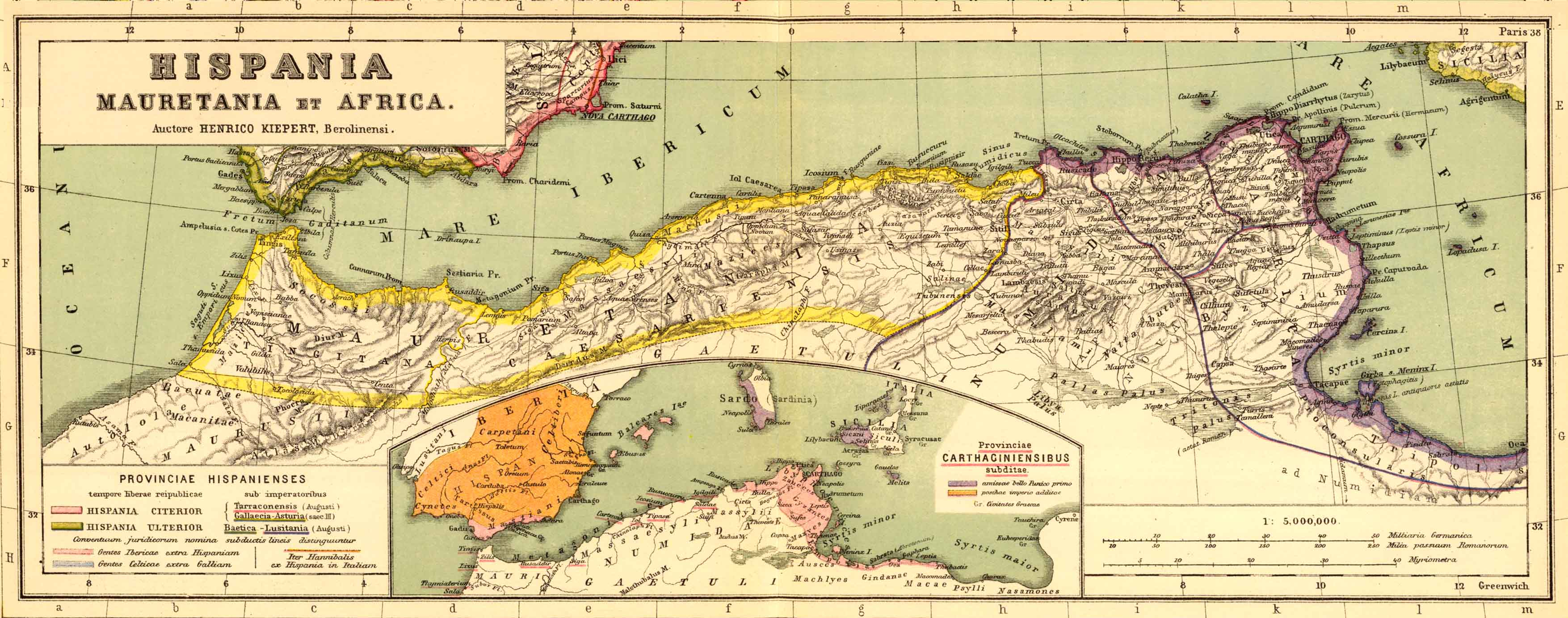
Getúlia, sota Mauritània

Els gètuls (llatí: Gaetuli) foren un poble nòmada del nord d'Àfrica d'ètnia amaziga que apareix al llarg de tot el període romà. El seu país rebia el nom de Getúlia, i s'estenia al llarg de les grans planes desèrtiques i semidesèrtiques de la part occidental del nord d'Àfrica, entre l'Àfrica negra, l'Atlàntic, els númides i els maures al nord i els garamants a llevant. Segons els antics era un poble de gran importància i força heterogeni, dividits en pobles menors i múltiples tribus i sense cap estructura política comuna.

## Descripció
Es tracta d'un poble nòmada que habitava al nord dels etíops, al sud dels maures i els númides i a ponent dels garamants. De fet, sembla que el terme gètul agrupava força pobles i tribus heterogènies que tenien en comú les terres per on es movien (zones àrides allunyades de la muntanya i pobres en aigua) i el fet que no pertanyien ni al regne dels númides ni al dels maures.
Pel que fa als límits del seu territori, el límit nord passava per Gadiaufala (Ksar Sbahi) i Madaure. El límit continuava per Youks i deixava Theveste a llevant, i incloïa Thelepte i Capsa. També hi havia gètuls sirtites, establerts al llarg dels Sirtes, i sembla que una part de la Mauretània també s'encavalcava amb el territori dels gètuls (Getúlia), que arribava fins a l'Atles, on vivien els gètuls autolols i els gètuls baniures, i més al sud, els gètuls daratites. En fi, segons Plini s'estenien cap al sud fins al riu Nigris, que els separava dels etíops.
Els gètuls són descrits com a guerrers, de maneres salvatges, que menjaven llet i carn i vestien amb pells; vivien en part en tendes i en part allà on podien com coves o al ras en campaments improvisats. No tenien un govern central però van saber controlar el comerç a aquesta part d'Àfrica i especialment comerciaven amb el tint porpra que s'obtenia dels crustacis de la costa occidental, i dels grans espàrrecs.

## Història
Els primers a esmentar-los són Polibi i Artemidor d'Efes, al segle ii aC, coincidint amb el moment en què tota l'Àfrica Occidental entrà en contacte amb el món romà, després d'haver estat sota la influència de Cartago. Participaren en la Guerra de Jugurta i Titus Livi els inclou entre els mercenaris de l'exèrcit d'Hanníbal a la Segona Guerra Púnica.
No sembla que mai s'estructurassin políticament en res de semblant a un regne, per bé que no se subordinaren mai al regne de Numídia. Durant la República tengueren bona relació amb els romans i alguns van servir amb Gai Màrius, que els va donar terres al regne de Hiempsal II; això els portà problemes amb Juba I, rei dels númides, i així s'aliaren amb Juli Cèsar. En canvi, a partir de la creació del regne vassall de la Mauretània, la relació canvià i els gètuls prengueren una atitud més bel·ligerant, per exemple servint en la causa del rebel Tacfarines. Durant August, Corneli Lèntul els sotmeté l'any 6, cosa que li valgué l'agnomen de Getúlic, i ja dins el segle i dC entraren de ple dins el món romà i s'esdevengué un cert grau de romanització, per tal com es pot deduir del fet que es documenta força presència gètula dins l'exèrcit romà de llavors endavant.
La seva rellevància i extensió els portà a guanyar-se un renom dins el món romà i, com a tal, foren esmentats per poetes com Lucà, Sili Itàlic, Claudi Claudià i Sidoni Apol·linar.